# Neanotis longiflora
Neanotis longiflora är en måreväxtart som beskrevs av Walter Hepworth Lewis. Neanotis longiflora ingår i släktet Neanotis och familjen måreväxter. Inga underarter finns listade i Catalogue of Life.